# آلفردو مارتین (بازیکن فوتبال)
آلفردو مارتین (انگلیسی: Alfredo Martín; ۳۰ آوریل ۱۸۹۴ – ۲۴ اکتبر ۱۹۵۵) بازیکن فوتبال اهل آرژانتین بود.
از باشگاه‌هایی که در آن بازی کرده‌است می‌توان به باشگاه فوتبال ریور پلاته، باشگاه فوتبال اتلتیکو تیگره، و باشگاه فوتبال بوکا جونیورز اشاره کرد.
وی همچنین در تیم ملی فوتبال آرژانتین بازی کرده‌است.